# Germaine Acogny
Germaine Acogny (1945, Benin) is een West-Afrikaanse danseres en choreografe. Ze wordt gezien als grondlegger van de Afrikaanse moderne dans. Acogny experimenteerde al in de jaren zestig met nieuwe dansvormen, die gebaseerd waren op traditionele West-Afrikaanse dans. Ze heeft een dansopleiding in Senegal: l'École des Sables. Acogny treedt met haar groep Jant-Bi wereldwijd op.

## Geschiedenis
Acogny werd geboren in het Afrikaanse Benin en groeide op in Senegal. Ze is een toonaangevende Afrikaanse choreografe. Ze wordt ook gezien als de moeder van de hedendaagse Afrikaanse dans. Al in 1968 experimenteerde ze in haar kleine studio in Dakar met nieuwe bewegingen die ze baseerde op traditionele dans uit West-Afrika. Ook liet zij zich inspireren door westerse moderne dans en creëerde ze haar eigen techniek. Tussen 1977 en 1982 gaf ze onder andere bij Mudra Afrika in Dakar een aanzet tot vernieuwing. Mudra Afrika is een theaterschool die werd opgericht door Maurice Béjart en de Senegalese president Leopold Sedar Senghor. Acogny gaf les, trad op over de hele wereld en groeide uit tot de een vertegenwoordigster van de Afrikaanse dans en cultuur.
Na intensief toeren zette Acogny in 1995 samen met haar Duitse echtgenoot Helmut Vogt het Centrum voor Traditionele en Moderne Afrikaanse Dans op in Toubab Dialaw, een klein vissersplaatsje bij Dakar. In 2004 was het gebouw klaar en is de École de Sables, zoals het centrum genoemd wordt, een school waar dansers uit Afrika en de rest van de wereld zich kunnen scholen in hedendaagse Afrikaanse dans, zonder hun 'roots' te verliezen. Acogny wil dat iedere danser zijn eigenheid bewaart, dan wel ontdekt.
Op 17 februari 2021 ontving ze de Gouden Leeuw voor dans op de Biënnale van Venetië.

## Tijdlijn
- Van 1997 tot 2001 was Acogny artistiek leider van de Contemporary Africain Dance Competition en Choreographic Meeting in samenwerking met AFAA/Afrique en Créations in Parijs. Ook danst zij zelf nog steeds, met haar laatste solo Tchourai reisde ze met succes over de wereld. In de zomer van 2004 was deze productie te zien tijdens het festival Julidans in Amsterdam
- In december 2006 beleeft de eerste Sahel Opera, een initiatief van het Prins Claus Fonds, haar Europese première in het Muziekgebouw aan het IJ in Amsterdam. Germaine Acogny is verantwoordelijk voor de choreografie in de opera
- In 1999 is ze onderscheiden als 'vrouwelijke pionier' door het Senegalese Ministère de la Femme, de la Famille et du Développement Social.
- In Frankrijk ontving zij de onderscheidingen van Chevalier de l'Ordre du Mérite en Officier des Arts et des Lettres.
- In Senegal werd zij ook geëerd met de Chevalier de l'Ordre National du Lion en Officier des Arts et des Lettres.
- Germaine Acogny kreeg in 2004 speciale erkenning in de vorm van een beurs van de New Yorkse Foundation for Contemporary Performance Art
- In 2005 gaf zij les op uitnodiging van de University of Los Angeles (UCLA)

## Choreografieën
- 1987 Sahel
- 1988 Ye'ou, bekroond met de London Dance and Performance Award
- 1989 Afrique, ce corps memorable, gebaseerd op gedichten van politicus en dichter L.S. Senghor
- 1994 Yewa, eau sublime
- 1995 Z, choreografie voor Balé da Cidade de São-Paulo
- 2001 Tchouraï, solo-productie
- 2004 Fagaala, co-choreografie met Kota Yamasaki
- 2006 Waxtaan, co-choreografie met Patrick Acogny